# Tơi (cây)
Tơi (danh pháp khoa học: Licuala bracteata) là loài thực vật có hoa thuộc họ Arecaceae. Loài này được Gagnep. mô tả khoa học đầu tiên năm 1937.